# Saint-Ouen-d'Aunis
Saint-Ouen-d'Aunis är en kommun i departementet Charente-Maritime i regionen Nouvelle-Aquitaine i västra Frankrike. Kommunen ligger  i kantonen Marans som ligger i arrondissementet La Rochelle. År 2022 hade Saint-Ouen-d'Aunis 2 133 invånare.

## Befolkningsutveckling
Antalet invånare i kommunen Saint-Ouen-d'Aunis
Referens:INSEE